# RUNSTAR
Єрмолáєв (Рáнов) Сергій Володимирович (відомий як RUNSTAR; нар. 19 жовтня 1990, Тула, РРФСР) — український музичний продюсер, автор пісень українською та російською мовами, музикант та співак.

## Музична діяльність

### Ранні роки
Розпочав свою музичну кар'єру Сергій у 2008 році, коли навчався на першому курсі Київського політехнічного інституту. Перші треки Сергія виходили під псевдонімом Sergi Bits. На той час він займався електронною музикою, перші треки випускав з саунд-продюсером Андрієм Вахненко (ANDI VAX).
З 2012 до 2014 року був бітмейкером та ді-джеєм проєкту «Ярмак», працював над альбомами «ЯсЮтуба» та «Второй альбом».
Першим треком Сергія під творчим псевдонімом RUNSTAR була пісня «Моя LOVE», фіт з виконавцем ФИР, яка вийшла у 2013 році. Після цього продюсер почав співпрацювати з лейблом Iksiy Music — 6 листопада 2014 року випустив трек «Карусель».
У 2015–2016 роках випустив низку власних треків російською мовою. Також у 2016 році спільно з Андрієм написав музику та аранжування до пісні «СЕРЕЖА» гурту НеАнгели. В 2017 році разом з Андрієм Ігнатченко написав музику для пісні «Свята» гурту KAZKA, яка вийшла 3 жовтня того ж року. Цю пісню гурт виконав на телевізійному шоу X-фактор (сезон 8).

### 2018
На початку 2018 року гурт KAZKA випустив пісню «Дива», музика та аранжування якої були написані Сергієм та Андрієм, з якою вони взяли участь у нацвідборі на пісенний конкурс Євробачення 2018.
Також у 2018 році продюсери написали музику, аранжування та слова російською мовою до пісні «Осколки» узбецького репера DONI, яка набрала в ютубі понад 138 млн прослуховувань станом на 25 вересня 2023 року. Для цього ж виконавця Сергій писав і інші пісні.
У цьому ж році на Iksiy Music було записано трек «Плакала» гурту KAZKA, автором музики та аранжування якого були Сергій та Андрій. Станом на 25 вересня 2023 року офіційне відео пісні набрало 435,8 млн переглядів у YouTube.
Також пісня «Плакала» перемогла у номінації «Найкраща пісня» щорічної музичної премії YUNA-2019.
У квітні 2018 року гурт презентував свій дебютний студійний альбом під назвою «Karma», у якому композитори були авторами музики більшої частини пісень.

### 2019
У 2019 році KAZKA презентували свій другий альбом «Nirvana», автором музики до більшості пісень якого були продюсери Сергій та Андрій. Також вони є авторами аранжування до пісні «Як плакала вона», яку в березні 2019 року презентувала українська співачка Tayanna.

### 2020
У січні 2020 року гурт KAZKA представили пісню «Різдвяна» (написана композитором Костянтином Меладзе), аранжування до якої написав Сергій, а 27 жовтня 2020 року — пісню «Острів», саунд-продюсером і автором якої був RUNSTAR. Обидві композиції увійшли до третього альбому гурту, під назвою «Svit». Іншими піснями гурту, які увійшли до альбому, та музика до яких була написана Сергієм, стали «Автовідповідач» та «Вирулю». Пісня «Автовідповідач» неодноразово попадала в ефіри радіо та в чарти.
Також у 2020 році продюсер відкрив свою власну студію звукозапису під назвою «BANGER ROOM».

### 2021
У червні 2021 року RUNSTAR випустив ремікс на пісню «Ночь» виконавця ФИР.
У липні продюсер разом з Вікторією Коханою випустив офіційний ремейк пісні «Desert Rose» англійського співака Стінга. Ця версія пісні набрала чималої популярності по всьому світу — часто попадала у ефіри радіо різних країн, та очолювала чарти. Станом на 25 вересня 2023 року кліп до пісні налічував понад 16,9 млн переглядів на YouTube.
Крім цього, у 2021 році Сергій написав музику до пісень «Святая вода», «Хочешь» і «Детка» дуету TamerlanAlena.

### 2022
У 2022 році продюсер почав співпрацю з українським співаком Wellboy — разом з Євгеном Тріпловим спродюсував альбом «8 Марабу», включно з треком «Додому» (Сергій був автором музики і аранжування), який потрапляв у топ-10 чартів «Apple Music Top 100 Pop Songs Ukraine» та «Youtube Top 100 Songs Ukraine». Крім цього, працював над піснями «Ворогів на ножі» (співавтор та саунд-продюсер) та «Стиль».
Також співпрацював із колишньою учасницею колективу НеАнгели Славою Камінською (а раніше і з самим колективом), працював над аранжуванням до пісень «Не трать моё время», «Уходить необходимо» та «Рай».
У березні 2022 року написав музику та спродюсував сингл «I AM NOT OK» гурту KAZKA.
Крім цього, у 2022 році Сергій став співавтором пісень та співпродюсером гурту ОЧІ В ОЧІ.
В листопаді написав аранжування до пісні «Замало» української співачки Victoria Niro.

### 2023
На початку 2023 року RUNSTAR став співпродюсером гурту KOVALEVSKiY & RAPHAiL.
У березні написав музику та аранжування до пісні «Без кохання» гурту KAZKA.
В квітні Сергій почав працювати над музикою та словами пісень українського співака Enleo, а саме — «Чорне море», «Вальс під вибухи», «М'ятна ніч», та «Бій подушками».
Улітку працював над піснею «Провела екскурсію» українського співака Parfeniuk, піснею «Пригорни» співачки Олени Омаргалієвої, та піснею «Фам фаталь» гурту Корупція.
У вересні продюсер написав музику та спродюсував пісню «Полюбила» української співачки Злати Огнєвіч. Для гурту KAZKA у вересні написав музику та аранжування до пісні «Солодкі», та музику до рекламної відео-колаборації гурту з магазином одягу Cher'17.
У листопаді RUNSTAR був співпродюсером синглу «Віддаю» співачки Злати Огнєвіч. Також у листопаді вийшов дебютний альбом артиста Enleo під назвою «Молодість», який Сергій спродюсував у співпраці з Enleo та Євгеном Тріпловим. Також продюсер є автором та співавтором пісень: «Чорне Море», «Квітни», «До Завтра» та «Мʼятна Ніч» цього альбому.
В грудні Сергій написав та спродюсував пісню «Життя» артиста Wellboy, та пісню «Мова» молодого співака BURLA. Разом з Михайлом Крупіним спродюсував мініальбом «Перша Леді», до якого увійшли пісні: «Перша Леді», «Я знов у Харкові», «Марія Іванівна», «Скрипочка» та «Завірюха». Крім того, спільно з командою проєкту «Мультитрек» Євгеном Тріпловим та Владом Булавою, а також співачкою KOLA, спродюсував пісню «А Шо Я».

### 2024
Узимку 2024 року RUNSTAR спродюсував мініальбом «Віддаю» для співачки Злати Огнєвіч, та став автором музики декількох пісень із альбому: «Все невипадково», «Троянда», «Не твоя» та «Обманув, навішав», а також взяв участь у написанні та спродюсував пісню «Тону» для гурту KAZKA, для музичного ютуб-проєкту «Мультитрек».
У березні вийшов трек «Забий», який Сергій спродюсував для колаборації співаків Wellboy та Parfeniuk. Також у березні вийшла пісня «Божевільна» гурту QUEST PISTOLS, написана та спродюсована Сергієм.

## Співпраця

### Артисти
- DONI (2018–2021)
- Wellboy
- Слава Камінська (2022)
- Enleo
- Alena Omargalieva
- Злата Огнєвіч

### Гурти
- Kazka
- НеАнгели (2016–2020)
- ОЧІ В ОЧІ
- KOVALEVSKiY & RAPHAiL
- Корупція